# 676. grenadirski polk (Wehrmacht)
676. grenadirski polk (izvirno nemško 676. Grenadier-Regiment; kratica 676. GR) je bil pehotni polk Heera v času druge svetovne vojne.

## Zgodovina
Polk je bil ustanovljen 15. oktobra 1942 in dodeljen 332. pehotni diviziji. 11. avgusta 1943 je bil polk razpuščen.
Ponovno je bil ustanovljen in dodeljen 57. pehotni diviziji, dokler ni bil 20. aprila 1944 preimenovan v 164. grenadirski polk.